# 肥後ジャーナル
肥後ジャーナル（ひごジャーナル）は、熊本県内に特化したグルメやニュース・店舗情報などを扱うローカルウェブメディア。

## 概要
2015年に開設し、1日2本の記事を公開している。グルメ情報やローカルの最新情報、イベントなどを紹介。ライターが記事中に登場する体験型の記事やエンターテイメント性の高い記事を公開している。月間アクセス数は約120万PV（2021年5月）。

## 構成
- PR-パブリックリレーションズ記事
- ニュース-地域の最新情報
- グルメ-飲食店の紹介
- イベント-地域行事の紹介
- インタビュー-人物にスポットを当てた対談記事
- 地域-地域のショップ・歴史・文化などを紹介

## 他メディアとの連動
- Yahoo!ニュース -肥後ジャーナル掲載の記事を配信[1]
- SmartNews-肥後ジャーナル掲載に記事を配信
- マイナビ農業-肥後ジャーナル編集部が記事を寄稿[2]
- 英太郎のかたらんね-おてもやんの履歴書(2021年8月16日放送）